# Арханђел Сихаил
Архангел Сихаил ("одржава Бог") - арханђел херувима у јудејској и  хришћанској ангелологији. Анђео Сихаил није познат из канонских текстова. Његово име се помиње у апокрифним причама, где се помиње као победник над демонским силама.
Име архангела Сихаил помиње се у Новгородској повељи, у молитви заклињања.